# 小行星中心
小行星中心（英語：Minor Planet Center，縮寫：MPC）是負責蒐集微型行星（小行星和彗星）觀測資料的官方組織，計算它們的軌道，並通過小行星通報發布相關訊息。在國際天文學聯合會的主導下，由天文物理中心和哈佛大學天文台轄下的史密松天文台實際運作。
MPC為觀測者提供了一些免費的線上服務，以協助觀測小行星和彗星。完整的小行星軌道目錄（有時簡稱為"小行星目錄"）也可以自由下載。除了天體測量學的資料，MPC也蒐集小行星的光度曲線。一個關鍵性的新任務是通過網路和部落格來協調觀測者對近地天體進行可能的後續觀測。MPC還負責確定並提醒新發現的近地天體是否有在發現後的幾個星期內撞擊地球的風險（參見 潛在威脅天體 和§ Videos） "。

## 歷史
在Paul Herget的指導下，辛辛那提大學於1947年設立了小行星中心:63 。他在1978年6月30日退休後，:67 MPC遷移至SAO，並由布萊恩·馬斯登指導。:67從2006年至2015年在2006年至2015年MPC的指導人是Timothy Spahr，管理著五名工作人員。截至2015年2月，小行星中心的臨時主人由馬修·霍爾曼擔任。

## 定期出版品
MPC週期性的發布小行星、彗星與天然衛星的天體測量觀測報告。這些出版物是小行星通告（MPCs，Minor Planet Circulars）、小行星電子通告（MPECs，Minor Planet Electronic Circulars）、和小行星和彗星增補附錄（MPSs和MPOs，Minor Planet Supplements）。在小行星中心的網站上有大量PDF格式的出版物檔案，最早的可以追溯至1977年11月1日（MPC4937-5016） 。 
- 小行星通告 (M.P.C. or MPCs)：創立於1947年，是一份科學期刊，通常是由小行星中心在每個滿月日出刊。由於夜晚的天空被滿月照亮，此時的觀測數量是一個月中最少的。通告包含天體觀測、軌道和小行星曆表，以及一些天然衛星。彗星的觀測報告是完整的，而小行星觀測以天文台的代碼加以總結（目前在小行星和彗星增補附錄中會提供全部的觀測資料）。新的小行星編號和命名（參見小行星命名），以及週期彗星和天然衛星也會在通告上發布。新的彗星和天然衛星的軌道也會在通告上公布；小行星的新軌道則發布在小行星和彗星增補附錄（見下文）。
- 小行星電子通告（MPECs）由小行星中心出版。它們通常包括小行星位置觀測的不尋常地小行星與所有彗星的克卜勒軌道。這些通告也會列出每月可觀測的不尋常天體，可觀測的遙遠天體，可觀測的彗星和重要的小行星清單。MPECs每天發布更新的軌道，包括在過去24小時新發現的小行星和標示。
- 小行星和彗星增補附錄 (MPS) 是小行星中心代替國際天文學聯合會的F分區（行星系統和生物天文學）[11]發行的刊物。
- 小行星和彗星軌道增補附錄 (MPO) 是小行星中心代體國際天文學聯合會的F分區發行的刊物。

## 外部連結
- 小行星中心 （页面存档备份，存于） （在太空維基）
- 小行星中心 （页面存档备份，存于）（哈佛大學）
- MPCORB 軌道目錄（页面存档备份，存于）
- 史密松寧天文物理天文臺 （页面存档备份，存于）
- 小行星中心 （页面存档备份，存于）首頁
- 小行星中心出版物 （页面存档备份，存于）：自1966年起所有的出版物(可以下載的PDF檔案)。
- MPCORB（页面存档备份，存于）：小行星的軌道資料(下載目錄檔案)
- 小行星中心狀態報告：Matthew J. Holman，2015年11月8日
- 最近發布的小行星電子通告 （页面存档备份，存于）：最近發布的小行星電子通告列表。

### 視頻
- YouTube上的Asteroid Hazards, Part 1: What Makes an Asteroid a Hazard? (min. 6:04)
- YouTube上的Asteroid Hazards, Part 2: The Challenge of Detection (min. 7:14)
- YouTube上的Asteroid Hazards, Part 3: Finding the Path (min. 5:38)